# Sakuteiki
Das Sakuteiki (jap. 作庭記, dt. etwa: „Gartengestaltungsbuch“) ist ein Handbuch zur Gartengestaltung. Es stammt aus dem Japan der Heian-Zeit, vermutlich aus der zweiten Hälfte des 11. Jahrhunderts und zählt damit zu den ältesten Werken, die sich mit der ästhetischen Gestaltung von Gärten befassen.

## Überlieferungsgeschichte
Die älteste Version des Sakuteiki ist eine Handschrift, die sich auf zwei Querrollen findet. Beide sind 28,5 cm hoch, die erste 1114,2 cm lang und die zweite 950,0 cm lang. Die Überlieferungsgeschichte ist verknüpft mit der Familie Maeda, die im Besitz der Rollen war und auch Kopien anfertigen ließ. Die einzige heute erhaltene Kopie wird nach der besitzenden Familie Tanimura-Rollen genannt.
Diese Rollen weisen noch keinen Titel auf. In der Kamakura-Zeit nannte man das Werk Senzai Hisshō (前栽秘抄, dt. „Geheimnisse des Gartens“). Erst in der Edo-Zeit lässt sich der Titel Sakuteiki nachweisen. Um 1800 wurde der Text in die Quellensammlung Gunsho Ruijū aufgenommen und dabei in Druckschrift übertragen.

## Autor
Der Autor ist nicht überliefert: während man früher Fujiwara no Yoshitsune für den Autor hielt, geht die neuere Forschung davon aus, dass es von Tachibana no Toshitsuna (1028–1094) geschrieben wurde. Toshitsuna, Sohn des Fujiwara no Yorimichi, war lange Zeit in der kaiserlichen Bauverwaltung tätig. Es ist bekannt, dass er verschiedene Gärten gestaltete und selbst zwei Anwesen besaß. Eine Anekdote erzählt, er habe gegenüber dem Kaiser Shirakawa behauptet, sein eigener Garten sei schöner als der kaiserliche.
Möglich ist aber auch, dass es mehrere Autoren gegeben hat und das Werk erst später in der heute überlieferten Form zusammengestellt wurde.

## Inhalt
Das Sakuteiki behandelt die Gestaltung von Gärten und anderen Freiflächen im shinden-Stil im Umfeld aristokratischer Anwesen. Zentrale Gestaltungselemente sind Steine, Wasser sowie Bäume. So behandelt das Werk 17 verschiedene Arten von Wasserflächen, acht Arten von Wasserfällen und 16 verschiedene Pflanzen, aber entsprechend dem shinden-Stil enthält es vergleichsweise wenig über Steine.
Dabei geht es in etlichen Passagen um technische Anweisungen mit genauen Maßangaben und Arbeitsanweisungen. Der größere Teil, etwa zwei Drittel des Buches, befasst sich mit religiösen und philosophischen Aspekten der Gartengestaltung.
Dabei lassen sich Einflüsse des Shintō, chinesischer Geomantie (Feng Shui) sowie des Buddhismus ausmachen. Sie schlagen sich vor allem in zahlreichen Anweisungen zu Himmelsrichtungen nieder: wie etwa Steine in Bezug auf das Gebäude stehen sollen oder in welcher Richtung ein Bach durch den Garten fließen solle.

## Belege
- Jirō Takei, Marc Peter Keane: Sakuteiki oder die Kunst des japanischen Gartens. Ulmer, Stuttgart 2004, ISBN 3-8001-4496-4.

1. ↑  書跡・典籍6. Abteilung für Kulturdenkmäler, Bildungsausschuss der Präfektur Ishikawa, archiviert vom Original (nicht mehr online verfügbar) am 23. Juni 2009; abgerufen am 21. März 2009 (japanisch).  Info: Der Archivlink wurde automatisch eingesetzt und noch nicht geprüft. Bitte prüfe Original- und Archivlink gemäß Anleitung und entferne dann diesen Hinweis.
2. ↑  SAKUTEIKI　作庭記. In: JAANUS. Abgerufen am 21. März 2009 (englisch, enthält Fehllesung von 前栽秘抄 als zensai hishou).